# 前山水道
前山水道又名前山河，是流经中山市、珠海市及澳门的内河水运通道，西起坦洲镇联石湾，从磨刀门水道引进西江水向东，经坦洲镇和珠海市前山街道，于湾仔石角咀水闸注入珠江口，长约23km，在坦洲镇境内长约15km、宽58～220m，珠海境内长约8km、宽200～300m。  

## 地理特征
前山河流域总集水面积328km2，珠海境内面积114km2。主要由珠海市香洲区和中山市三乡镇、坦洲镇组成。珠海市部分位于香洲区内，涉及南屏镇、唐家湾镇、前山街道、拱北街道和湾仔街道。
流域以沉积平原地貌为主，地势自东北向西南倾斜。位于流域东北区域的珠海市香洲区基本为冲积平原，地势东高西低，区内河网众多，横纵交错，相互连通，其河流水系主要由天然河涌和人工开挖的渠道等构成。流域内共有73条河涌（渠），总长度约198.7km，其中珠海部分共有40条河涌（渠）。